# Vicente Padilla
Vicente de la Cruz Padilla Ordóñez (El Viejo, Chinandega, 27 de septiembre de 1977) es un exlanzador de béisbol profesional, de origen nicaragüense, actualmente Manager. Padilla ha jugado para los siguientes equipos del béisbol norteamericano: Diamondbacks de Arizona, Phillies de Philadelphia, Rangers de Texas, Los Angeles Dodgers y Medias Rojas de Boston.